# جی-بی‌دی‌ایکس‌جی
جی-بی‌دی‌ایکس‌جی (به انگلیسی: G-BDXJ) یک هواپیمای ساختِ بوئینگ در کشور USA است. این هواپیما در ۲۶ مارس ۱۹۸۰ میلادی نخستین پرواز خود را انجام داد.